# Меєр Ланськи
Меєр (Майер) Ланськи (англ. Meyer Lansky) уроджений Меєр Суховлянський (пол. Meier Suchowlański); 4 липня 1902 — 15 січня 1983) — американський кримінальний діяч єврейського походження, який разом зі своїм напарником Чарльзом «Лакі» Лучано зіграв важливу роль в створенні Національного злочинного синдикату в США.
Ланськи як представник єврейських злочинних угруповань США на прізвисько «Бухгалтер мафії» (англ. Mob's Accountant) став засновником великомасштабної гральної імперії, розкиданої по всьому світу. Він володів власними частками в казино Лас-Вегаса, Куби, Багамських островів і Лондона. Він же мав великий вплив на розвиток італо-американської мафії і зіграв велику роль в консолідації злочинного світу. Масштаби цієї ролі до сих пір оспорюються, оскільки Ланськи відкидав безліч звинувачень на свою адресу.
Протягом близько півстоліття Ланськи був пов'язаний з організованою злочинністю, проте йому формально пред'являлися тільки звинувачення в організації незаконного грального бізнесу.